# Aziatisch kampioenschap voetbal 1964
Het Aziatisch kampioenschap voetbal 1964 of Azië Cup 1964 was de derde editie van de Azië Cup en werd van 26 mei tot 9 juni 1960 in Israël gehouden.

## Kwalificatie
Oostzone
In de oostzone trokken de Filipijnen, Taiwan en Japan zich terug. Hierdoor kwalificeerde Zuid-Korea zich automatisch. 
Westzone
In de westzone trokken Ceylon, Afghanistan en Iran zich terug. Hierdoor kwalificeerde India zich automatisch.
Centrale zone
In de Centrale zone trokken Birma, Pakistan, Singapore, Cambodja en Indonesië zich terug. De overige landen speelden kwalificatiewedstrijden om te bepalen wie naar het hoofdtoernooi mocht.

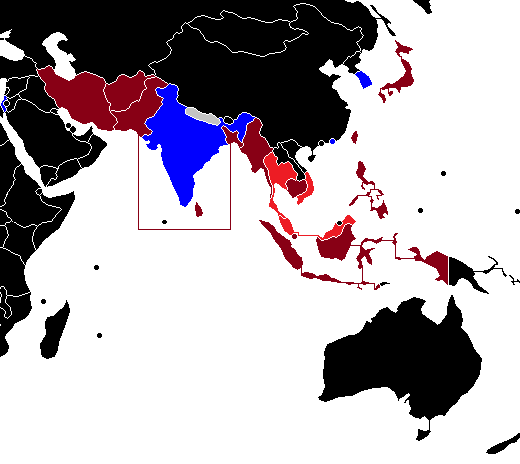
Gekwalificeerd
Niet gekwalificeerd
Teruggetrokken
Geen deelname
Geen lid van de AFC

| Land         | Wed | Win | Gel | Ver | DV | DT | +/− | Pnt |
| ------------ | --- | --- | --- | --- | -- | -- | --- | --- |
| Hongkong     | 3   | 2   | 1   | 0   | 11 | 7  | +4  | 5   |
| Zuid-Vietnam | 3   | 2   | 0   | 1   | 9  | 7  | +2  | 4   |
| Maleisië     | 3   | 1   | 0   | 2   | 9  | 10 | −1  | 2   |
| Thailand     | 3   | 0   | 1   | 2   | 4  | 9  | −5  | 1   |

|                                    |          |       |          |                          |
| 7 december 1963 «onderlinge duels» | Hongkong | 3 – 3 | Thailand | Cộng Hòa Stadion, Saigon |
| 7 december 1963 «onderlinge duels» |          |       |          | Cộng Hòa Stadion, Saigon |

|                                    |              |       |          |                          |
| 7 december 1963 «onderlinge duels» | Zuid-Vietnam | 5 – 3 | Maleisië | Cộng Hòa Stadion, Saigon |
| 7 december 1963 «onderlinge duels» |              |       |          | Cộng Hòa Stadion, Saigon |

|                                     |          |       |          |                          |
| 11 december 1963 «onderlinge duels» | Maleisië | 3 – 1 | Thailand | Cộng Hòa Stadion, Saigon |
| 11 december 1963 «onderlinge duels» |          |       |          | Cộng Hòa Stadion, Saigon |

|                                     |              |       |          |                          |
| 11 december 1963 «onderlinge duels» | Zuid-Vietnam | 1 – 4 | Hongkong | Cộng Hòa Stadion, Saigon |
| 11 december 1963 «onderlinge duels» |              |       |          | Cộng Hòa Stadion, Saigon |

|                                     |          |       |          |                          |
| 14 december 1963 «onderlinge duels» | Hongkong | 4 – 3 | Maleisië | Cộng Hòa Stadion, Saigon |
| 14 december 1963 «onderlinge duels» |          |       |          | Cộng Hòa Stadion, Saigon |

|                                     |              |       |          |                          |
| 14 december 1963 «onderlinge duels» | Zuid-Vietnam | 3 – 0 | Thailand | Cộng Hòa Stadion, Saigon |
| 14 december 1963 «onderlinge duels» |              |       |          | Cộng Hòa Stadion, Saigon |

## Gekwalificeerde landen
| Land       | Aantal deelnames | Huidig aantal deelnames op rij | Vorige deelname |
| ---------- | ---------------- | ------------------------------ | --------------- |
| Hongkong   | 2de              | 1                              | 1956            |
| India      | 1ste             | 1                              | -               |
| Israël (g) | 3de              | 3                              | 1960            |
| Zuid-Korea | 3de              | 3                              | 1960            |

- (g) = gastland

## Stadions
| Ramat Gan          | Haifa                 | · Haifa Ramat Gan Tel Aviv Jeruzalem | Tel Aviv           | Jeruzalem                 |
| ------------------ | --------------------- | ------------------------------------ | ------------------ | ------------------------- |
| Ramat Gan Stadium  | Kiryat Eliezerstadion | · Haifa Ramat Gan Tel Aviv Jeruzalem | Bloomfieldstadion  | Hebrew University Stadium |
| Capaciteit: 41.583 | Capaciteit: 17.000    | · Haifa Ramat Gan Tel Aviv Jeruzalem | Capaciteit: 22.000 | Capaciteit: 16.000        |
|                    |                       | · Haifa Ramat Gan Tel Aviv Jeruzalem |                    |                           |

## Eindronde

### Eindstand
| Land       | Wed | Win | Gel | Ver | DV | DT | +/− | Pnt |
| ---------- | --- | --- | --- | --- | -- | -- | --- | --- |
| Israël     | 3   | 3   | 0   | 0   | 5  | 1  | +4  | 6   |
| India      | 3   | 2   | 0   | 1   | 5  | 3  | +2  | 4   |
| Zuid-Korea | 3   | 1   | 0   | 2   | 2  | 4  | –2  | 2   |
| Hongkong   | 3   | 0   | 0   | 3   | 1  | 5  | –4  | 0   |

### Uitslagen
|                                      |              |       |          |                                                                               |
| 26 mei 1964 «onderlinge duels» 16:30 | Israël       | 1 – 0 | Hongkong | National Stadium, Ramat Gan Toeschouwers: 25.000 Scheidsrechter: Patrick Nice |
| 26 mei 1964 «onderlinge duels» 16:30 | Spiegler 76' |       |          | National Stadium, Ramat Gan Toeschouwers: 25.000 Scheidsrechter: Patrick Nice |

|                                      |            |                            |       |                                                                             |
| 27 mei 1964 «onderlinge duels» 16:30 | Zuid-Korea | 0 – 2                      | India | Municipal Stadium, Haifa Toeschouwers: 7.000 Scheidsrechter: Davoud Nassiri |
| 27 mei 1964 «onderlinge duels» 16:30 |            | Appalaraju 2' I. Singh 57' |       | Municipal Stadium, Haifa Toeschouwers: 7.000 Scheidsrechter: Davoud Nassiri |

|                                      |                                 |       |       |                                                                              |
| 29 mei 1964 «onderlinge duels» 16:00 | Israël                          | 2 – 0 | India | Bloomfieldstadion, Tel Aviv Toeschouwers: 20.000 Scheidsrechter: Li Pak Tung |
| 29 mei 1964 «onderlinge duels» 16:00 | Spiegler 29' (pen.) Aharoni 76' |       |       | Bloomfieldstadion, Tel Aviv Toeschouwers: 20.000 Scheidsrechter: Li Pak Tung |

|                                      |                  |       |          |                                                                                             |
| 30 mei 1964 «onderlinge duels» 16:30 | Zuid-Korea       | 1 – 0 | Hongkong | Hebrew University Stadium, Jeruzalem Toeschouwers: 7.000 Scheidsrechter: Pisit Ngarampanich |
| 30 mei 1964 «onderlinge duels» 16:30 | Bae Keum-Soo 74' |       |          | Hebrew University Stadium, Jeruzalem Toeschouwers: 7.000 Scheidsrechter: Pisit Ngarampanich |

|                                      |                                         |       |                     |                                                                              |
| 2 juni 1964 «onderlinge duels» 16:30 | India                                   | 3 – 1 | Hongkong            | Bloomfieldstadion, Tel Aviv Toeschouwers: 5.000 Scheidsrechter: Patrick Nice |
| 2 juni 1964 «onderlinge duels» 16:30 | I. Singh 45' Samajapati 60' Goswami 77' |       | Cheung Yiu Kwok 39' | Bloomfieldstadion, Tel Aviv Toeschouwers: 5.000 Scheidsrechter: Patrick Nice |

|                                      |                    |       |                   |                                                                                  |
| 3 juni 1964 «onderlinge duels» 16:00 | Zuid-Korea         | 1 – 2 | Israël            | Ramat Gan Stadium, Ramat Gan Toeschouwers: 35.000 Scheidsrechter: Davoud Nassiri |
| 3 juni 1964 «onderlinge duels» 16:00 | Lee Soon-Myung 79' |       | Leon 20' Tish 38' | Ramat Gan Stadium, Ramat Gan Toeschouwers: 35.000 Scheidsrechter: Davoud Nassiri |

| Winnaar Azië Cup 1964 |
| --------------------- |
|                       |
| ISRAËL 1ste titel     |

## Doelpuntenmakers
2 doelpunten
- Inder Singh
- Mordechai Spiegler

1 doelpunt
- Cheung Yiu Kwok
- K. Appalaraju
- Chuni Goswami

- Sukumar Samajapati
- Yohai Aharoni
- Moshe Leon

- Gideon Tish
- Bae Keum-Soo
- Lee Soon-Myung